# Solenoidea
Solenoidea zijn een superfamilie van tweekleppigen uit de orde Adapedonta.

## Taxonomie
De volgende families zijn bij de superfamilie ingedeeld:
- Pharidae H. Adams & A. Adams, 1856
- Solenidae Lamarck, 1809